# Madeleine Férat
Madeleine Férat è un romanzo di Émile Zola, pubblicato tra il 2 settembre e il 20 ottobre 1868 a puntate su L'Événement illustré, e in volume alla fine dello stesso anno.

## Trama
Madeleine Férat ha perso la madre alla nascita e il padre, imprenditore che si era costruito da solo la sua fortuna emigrando a Parigi dall'Alvernia, a sei anni. Affidata al mercante di stoffe Lobrichon, viene messa in un collegio, dove la ragazza non si integra, in mezzo a fanciulle che si preparano a una vita nel bel mondo parigino. A quindici anni Lobrichon la porta a vivere con sé, cominciando a covare l'idea di sposarla. Quattro anni più tardi, una sera, l'uomo tenta di baciare Madeleine, ma viene respinto con sdengo e, quando si è ritirata nelle sue stanze, tenta di farle violenza. Madeleine si libera e scappa di casa; mentre vaga per la città incontra un giovane sconosciuto, Jacques Berthier, con cui passa la notte.
Se per Jacques si tratta di un'avventura come un'altra, Madeleine si sente ormai sua sposa. L'uomo, impietosito, la tiene con sé un anno, finché viene chiamato come medico militare in Cocincina. Andata a vivere in un albergo di rue de l'Est, vi incontra Guillaume de Viargue, appena giunto dalla normanna cittadina di Véteuil. Guillaume è figlio di una relazione illegittima tra un ricco, misantropo e solitario scienziato, sempre rinchiuso nel laboratorio della sua villa, la Noiraude, e una donna sposata. Cresciuto da una vecchia protestante e fanatica, Geneviève, entra in un collegio locale, dileggiato dai coetanei per le sue origini bastarde. Dopo qualche anno giunge dalla capitale un ragazzo, Jacques Berthier, spigliato, indipendente e sincero, che lo difende e diviene il suo unico amico.
Finiti gli studi, Guillaume compie un soggiorno a Parigi, dove si fidanza con Madeleine. I due si ritirano in rue de Boulogne: lei sembra dimenticare il primo amore, lui coronare il sogno di una vita tranquilla, riempita da un affetto femminile. Un giorno però la donna trova il ritratto di Jacques, e poco dopo Guillaume rincasa disperato, avendo saputo che un suo grande amico, di cui non le aveva mai parlato, è naufragato andando in Cocincina. Madeleine non gli rivela nulla ed è ora come posseduta dalla presenza del primo uomo, che turba la sua pace e, conseguentemente, quella della coppia. La notizia del padre morente richiama Guillaume a Véteuil.
Il padre si è suicidato con il veleno, dopo aver distrutto ogni sua scoperta scientifica. Ha preservato solo i veleni. Dopo qualche tempo Guillaume chiama Madeleine a Véteuil: la donna va ad abitare nei pressi della Noiraude, dove l'amato la raggiunge abitualmente. I due ritrovano la pace e dopo qualche tempo il giovane chiede a Madeleine di sposarlo. La donna, pur tentennando a causa del suo segreto, accetta. La coppia vive quattro anni felici, coronati dalla nascita della piccola Lucie, in totale tranquillità e isolamento.
Un giorno Guillaume incontra Jacques, sopravvissuto al naufragio, alla stazione di Mantes: felice lo conduce alla Noiraude, dove la moglie lo evita con il pretesto di un'indisposizione. Quando Jacques è andato a dormire, rivela tutto al marito. In preda all'angoscia, passano la notte nella loro casa nelle vicinanze. Il giorno dopo fanno venire Lucie, vista come unica salvezza del loro rapporto, ma ravvisano in lei i tratti del chirurgo. La presenza del primo uomo devasta ormai la coppia: Madeleine percepisce in lui una prima indissolubile unione e la vergogna di essersi legata previamente a un uomo diverso dal marito. In giornata fuggono a Parigi. La sera sostano a Mantes in una locanda, nella stessa camera in cui Madeleine e Jacques avevano passato una notte d'amore. Durante una breve assenza di Guillaume, Jacques si presenta nella stanza, perché Madeleine è stata riconosciuta da un dipendente dell'albergo. Stupito dal sostanziale mutismo della donna, Jacques, venuto solo per salutarla, si ritira.
Gli sposi si immergono per un periodo nella mondanità parigina, ma sono ben presto nauseati da una vita che non gli appartiene. Proprio quando hanno deciso di tornare a Véteuil, Madeleine apprende che Jacques è in città. Con un pretesto lascia partire il marito e si reca dall'uomo per rivelargli la verità, ma, giunta da lui, non resiste, concedendosi. Determinata a uccidersi, la sera torna in Normandia, dove la figlioletta è morta. Madeleine si suicida con uno dei veleni del padre di Guillaume, mentre questi, impazzito, veglia il cadavere. Geneviève, che ha sempre visto Madeleine come una persona impura, rivendica la vendetta del Padre.

## L'opera

### Genesi
Zola cominciò a scrivere l'opera nei primi mesi del 1868, rielaborando un suo dramma in tre atti e in prosa, Madeleine, redatto tra il 1865 e il 1866 ma mai portato sulla scena. Si tratta dell'unico caso in cui Zola partì da un suo testo teatrale per redigere un romanzo. Il romanzo apparve, con il titolo La Honte, su L'Événement illustré - giornale di Édouard Bauer, sul quale Zola aveva pubblicato 59 articoli tra il 20 aprile e il 1º settembre -, a partire dal 2 settembre benché l'autore, come rivela una sua lettera all'amico Marius Roux inviata il 14 del mese, avesse scritto solo metà libro. Un mese più tardi terminò la stesura, pochi giorni prima che l'ultima puntata de La Honte fosse stampata, il 20 ottobre.

### Problemi con la censura e scopo dell'opera
Il contenuto dell'opera fece scalpore tra i lettori, generando verosimilmente lettere di protesta, tanto che attorno al 10 ottobre Zola mandò a Bauer una lettera, pubblicata sul suo giornale il 15, in cui si annunciava che L'Événement illustré avrebbe cominciato a stampare un suo altro romanzo inedito, La Famille Cayol (in realtà già apparso su Le Messager de Provence e, parzialmente, in libreria con il titolo Les Mystères de Marseille). Affiancando a La Honte un testo molto più leggero, un romanzo d'avventura, Zola voleva conciliarsi il favore del pubblico, ma non manca, nell'operazione messa in atto, una mal dissimulata ironia: «Ho dimenticato che il suo giornale sarebbe stato letto da tutti, e che quindi non ci si potrebbe permettere di inserirvi le tristi verità umane autorizzate in un libro».
Già a fine ottobre o inizio novembre il libro doveva andare in stampa e con un nuovo titolo, Madeleine Férat, ma il procuratore imperiale segnalò a Bauer la «gravità» dei passaggi in cui veniva sostenuta la teoria dell'impregnazione, che Zola aveva studiato nei romanzi di Michelet e, poi, nel Traité de l'hérédité naturelle di Prosper Lucas. «Le righe che mi si vorrebbe far togliere contengono», scriverà Zola il 29 novembre su La Tribune - dalle cui colonne aveva già varie volte attaccato il regime bonapartista -, «tutta la tesi del libro»; la teoria dell'impregnazione è visibile nell'impronta indelebile lasciata in Madeleine dal primo amante, e dai tratti di Jacques che gli sposi ravvisano nella loro figlioletta Lucie.
Bauer e l'editore Albert Lacroix, messi sotto pressione dal procuratore, implorarono Zola di procedere a tagliare le parti controverse, ma lo scrittore rifiutò. Così l'autore replicò a Lacroix il 14 novembre: «Ragioniamo, vi prego. Madeleine Férat è già stata pubblicata ne L'Événement con il titolo La Honte [...]. Ciò che è stato autorizzato sulla pubblica via non può essere vietato in libreria». Zola, forse esagerando il suo ruolo di vittima e i reali problemi con la Procura, al fine di potersene valere per scopi pubblicitari, vinse la battaglia, giocandola soprattutto a livello mediatico. Il 27 novembre e il 1º dicembre, rispettivamente, fece pubblicare un trafiletto su Le Figaro e su Le Temps, ribadendo il concetto espresso nella lettera del 14 novembre, secondo cui non aveva senso censurare in libreria un'opera già pubblicata sulla stampa.
Con il succitato articolo apparso su La Tribune del 29 novembre, Zola difende Madeleine Férat, rifiuta i tagli e dichiara di volersi appellare all'opinione pubblica, «affinché giudichi sovranamente se ha torto o ragione». Qualifica il romanzo come «studio medico», «scientifico», e, in quanto tale, lo reputa altamente morale, perché, sostiene, «quando una società si putrefà, quando la macchina sociale si guasta, il ruolo dell'osservatore e del pensatore consiste nel notare ogni nuova piaga, ogni scossa inattesa». Nella realtà contemporanea, «i nervi hanno preso il sopravvento», e lo scrittore deve studiare lucidamente «le rovine di un mondo» per gettare le basi della società futura, attraverso un libero esercizio del pensiero, attraverso una scientifica e spassionata analisi dell'uomo.
L'estetica del libro è quindi in linea con l'idea di spietata, scientifica, clinica analisi del reale, da anni patrocinata negli interventi giornalistici zoliani ed attuata pienamente, a livello narrativo, l'anno precedente con Thérèse Raquin. Nei due romanzi, come nell'articolo de La Tribune, sono già presenti i concetti basilari che informeranno la corrente naturalista e il ciclo dei Rougon-Macquart.
In dicembre Madeleine Férat fu pubblicata con il nuovo titolo e con dedica a Manet, presso la Librairie internationale di Lacroix. Non ci furono ripercussioni.